# Chrysocerca nigrivultuosa
Chrysocerca nigrivultuosa là một loài côn trùng trong họ Chrysopidae thuộc bộ Neuroptera. Loài này được Kimmins miêu tả năm 1956.